# Gerardo Alcántara
Gerardo Alcántara (* 4. Februar 1980 in Mexiko-Stadt) ist ein ehemaliger mexikanischer Fußballspieler, der vorwiegend im defensiven Mittelfeld agierte und nach seiner aktiven Laufbahn eine Tätigkeit als Fußballtrainer begann.

## Laufbahn
Obwohl Alcántara während des Großteils seiner Profikarriere bei seinem Heimatverein UNAM Pumas unter Vertrag stand, absolvierte er für dessen erste Mannschaft lediglich ein Spiel (dieses allerdings über die volle Distanz) in der mexikanischen Primera División. Die am 1. Mai 2005 ausgetragene Begegnung wurde im heimischen Estadio Olímpico Universitario mit 0:2 gegen Monarcas Morelia verloren.
In den folgenden Spielzeiten war Alcántara auf Leihbasis für diverse Zweitligisten tätig: zunächst zwei Jahre für das Farmteam Pumas Morelos und anschließend für jeweils eine Saison bei den Lobos de la BUAP und den UAT Correcaminos.
Außerdem spielte er für eine Mannschaft namens Real Madrid in der  Liga Española de Fútbol, einer Amateurliga im Großraum von Mexiko-Stadt.
Seit Sommer 2016 ist er als Cheftrainer der U-15-Jugendmannschaft des CF Monterrey im Einsatz.